# Adiscus tredecimpunctatus
Adiscus tredecimpunctatus es un coleóptero de la familia Chrysomelidae.
Fue descrita científicamente por primera vez en 2004 por Medvedev.